# Game Changer (Modern Family)
Game Changer é o décimo nono episódio da primeira temporada da série Modern Family. O episódio foi exibido originalmente pela ABC no dia 31 de Março de 2010 nos EUA.

## Sinopse
O lançamento de um novo produto coincide com o aniversário de Phil, Mitchell tem um desejo recente de ser um defensor e não um medroso; Cameron se envolve em problemas conjugais de um vizinho..

## Críticas
Na sua transmissão original americana, "Game Changer" ficou em segundo lugar em seu timeslot depois de American Idol sendo visto por 9,34 milhões de telespectadores entre 18 e 49 anos. O show foi o quarto mais visto da noite.
O episódio recebeu críticas positivas. Robert Canning da IGN deu ao episódio um 8/10 dizendo que era "impressionante" e "apesar de" Game Changer "faltou criatividade quando se trata de histórias, a simpatia desses personagens manteve o tom divertido e fez o episódio agradável". Lesley Savage da Entertainment Weekly deu ao episódio uma revisão positiva dizendo que: "São as pequenas coisas que fazem esse show tão inteligente.". Joel Keller do TV Squad criticou o episódio sobre a colocação do produto iPad dizendo: "Olha, eu não sou um odiador da Apple, eu amo o meu iPod Touch, e um dia talvez eu possa deixar de ser o cara do PC e Mac, mas esta empresa tem bastante propaganda na mídia, Jobs veste sua camiseta preta para introduzir um novo produto, e não é como se eles já não têm um orçamento de publicidade monstruosa. Será que eles realmente precisam infectar nossos programas favoritos?".